# Rádio-peão
Rádio-peão conhecida também como rádio-corredor é um nome informal dado a uma rede de rumores dentro das organizações. Ele é o responsável pelas propagações de fofocas ou notícias falsas.